# جک هارکنس

کاپیتان جَک هارکنِس (به انگلیسی: Jack Harkness) کاراکتری تخیلی است که اولین بار در سال ۲۰۰۵ و در اپیزود "The Empty Child" سریال دکتر هو ظاهر شد. جان بارومن، وظیفه‌ی ایفای این نقش را برعهده داشت. 

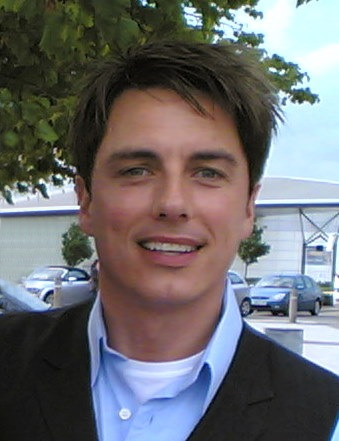
کاپیتان جک هارکنس (جان بارومن)

شخصیت اخلاقی «جک» باعث شد تا وی به سرعت مورد اقبال جامعه قرار بگیرد و در سال ۲۰۰۷ به عنوان کاراکتر اصلی سریال تورچوود ظاهر گردد. وی همچنین در سال ۲۰۰۸ مجدداً به دکتر هو بازگشت و در کنار دهمین «دکتر» به حل پرونده‌های مشکوک پرداخت.
جک، یک مأمور زمان برای موسسه‌ای بود که در قرن ۴۹ به وجود آمد و در قرن ۵۱ منحل شد. کارکنان این مؤسسه همگی انسان‌هایی بودند که به وسیله‌ی سفر در زمان، مشکلات غیرطبیعی را حل می‌کردند.
پس از آنکه سازمان به دلیلی نامعلوم خاطرات ۲ سال از زندگی اش را پاک می‌کند، جک مجبور به فرار می‌شود. او همچنین از ابتدا نامیرا نبود، بلکه طی حادثه‌ای که در انتهای فصل اول دکتر هو رخ داد، تبدیل به شخصی جاودانه شد. پس از آن حادثه، وی رهبریِ موسسه‌ای به نام «تورچوود» را برعهده می‌گیرد تا در برابر خطرات فضایی از زمین محافظت کند. 
جک، اولین کاراکتر دوجنس‌گرا در سریال دکتر هو بود. محبوبیت این کاراکتر در میان مردم باعث شد تا او به سرعت تبدیل به الگویی برای جامعه ال جی بی تی بریتانیا شود.